# Soulèvement de Niš

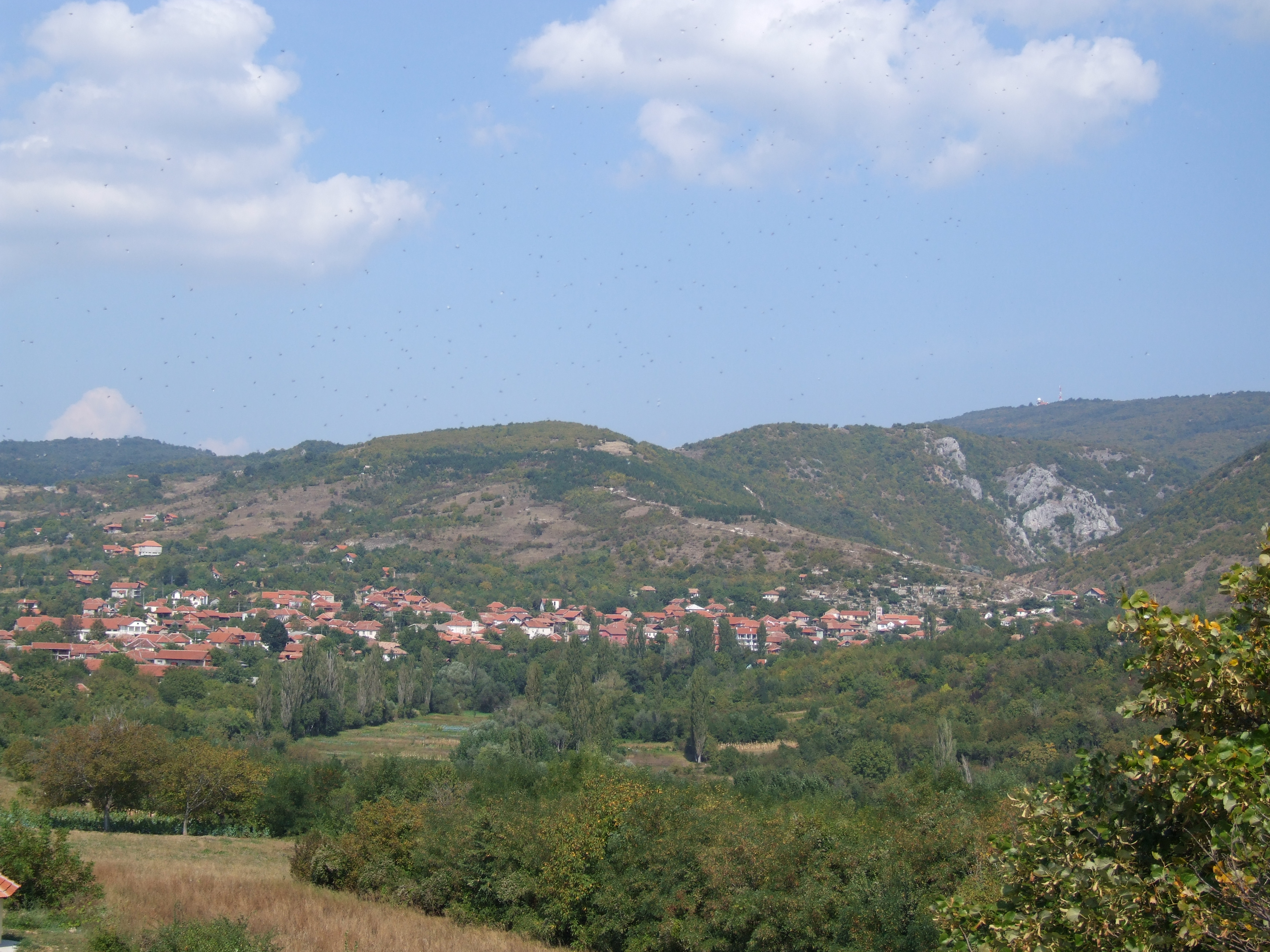
Niš, où le soulèvement a éclaté.

Le soulèvement de Niš (en serbe : Нишка буна, en bulgare : Нишко въстание) de 1841 est une révolte anti-ottomane des chrétiens des environs de Niš.

## Description
En 1841, l'attention des grandes puissances sur la question d'Orient était déjà focalisée sur les Balkans dans le cadre de la rivalité anglo-russe autour de l'Empire ottoman déclinant. Les gouvernements de Russie, de France, d'Autriche et du Royaume-Uni sont confrontés à l'indignation de leurs opinions face à l'ampleur des massacres commis par les autorités ottomanes pour réprimer les velléités d'autonomie de leurs populations chrétiennes, soutenues par l'appui russe.
Le soulèvement de Niš fut une insurrection chrétienne de courte durée (5-26 avril 1841) qui éclata dans les districts ottomans de Niš, Pirot, Vranje et Toplica dans la région aujourd'hui serbe de Pomoravlje. Il était dirigé par Miloje Jovanović et Nikoča Srndaković,. Ce fut une rébellion soudaine, massive et puissante, relativement inattendue pour les Ottomans, qui eut de grands succès au combat.
Les insurgés reçurent le soutien de la principauté de Serbie, autonome depuis 1817, et des principautés danubiennes roumaines. La plupart étaient locuteurs du dialecte sud-slave torlakien, transitionnel entre le serbe et le bulgare, et c'est pourquoi la rébellion fut décrite comme « révolte bulgare de Nich », bien que parmi les insurgés, il y eut aussi des Serbes et des Valaques. En effet à l'époque, bien que la Renaissance culturelle bulgare fut déjà commencée, les identités religieuses dominaient encore largement les consciences nationales.
Aujourd'hui, le soulèvement de Niš est revendiqué comme serbe par l'historiographie serbe et comme bulgare par l'historiographie bulgare,. En Bulgarie, le soulèvement de Niš est considéré comme une étape du renouveau national bulgare et du mouvement de libération nationale au XIXe siècle et comme une continuation directe de la précédente conspiration bulgare de 1835.
La répression ottomane fut féroce, 224 villages furent massacrés et brûlés, plus de dix milliers de personnes fuirent vers les trois principautés chrétiennes de Serbie, de Valachie et de Moldavie,,.
Le soulèvement a éclaté en raison de la non-mise en œuvre des réformes du Tanzimat mais échoua par manque d'armes et de munitions ; les insurgés réclamaient une autonomie territoriale comme celle obtenue par les Serbes en 1817. Ils ne l'obtinrent pas mais, vingt ans plus tard, la « Sublime Porte » institua le vilayet du Danube afin d'offrir aux Bulgares une province qui leur soit propre, mais celle-ci ne couvrait qu'un quart des territoires ottomans habités par des bulgarophones, les autres étant partagés entre les vilayets de Bitola, de Salonique, de Plovdiv et d'Odrin.